# Xiphidiata
Xiphidiata (лат.) — подотряд дигенетических сосальщиков из отряда Plagiorchiida.

## Строение
Характерный морфологический признак группы — наличие у церкарий стилета, служащего для прокалывания покровов хозяина при прободении покровов хозяина, в особенности членистоногих с плотными кутикулами или мембранами). За пределами этой группы стилеты у церкарий не встречаются, причём у части Xiphidiata стилет вторично утрачен (некоторые представители семейства Acanthocolpidae).

## Таксономия
Название подотряда было введено в употребление в 2003 году коллективом под руководством британского зоолога Тимоти Литлвуда (англ. D. Timothy J. Littlewood) на основе молекулярно-филогенетических исследований. В публикации Литлвуда и соавторов 2015 года таксон также составлял монофилетическую группу, хотя названия ранга подотряда ими не используются, а в систему внесены изменения на уровне надсемейств.
Согласно исследованию 2019 года, группа в исходном составе была признана парафилетической, в результате чего из её состава были исключены семейства Atractotrematidae, Haploporidae и род Cadenatella.

### Семейства
В настоящее время в составе подотряда рассматривают 45 семейств, объединяемые в 6 надсемейств:
- Brachycladioidea
  - Acanthocolpidae
  - Brachycladiidae
- Gorgoderoidea
  - Allocreadiidae Looss, 1902
  - Anchitrematidae Mehra, 1935
  - Braunotrematidae Yamaguti, 1958
  - Callodistomidae Odhner, 1910
  - Chelatrematidae Jithila, Atopkin & Prasadan, 2022
  - Dicrocoeliidae Looss, 1899
  - Encyclometridae Mehra, 1931
  - Gorgoderidae Looss, 1899
  - Mesocoeliidae Faust, 1924
  - Orchipedidae Skrjabin, 1913
- Opecoeloidea
  - Batrachotrematidae Dollfus et Williams, 1966
  - Opecoelidae Ozaki, 1925
- Microphalloidea
  - Diplangidae Yamaguti, 1971
  - Eucotylidae Skrjabin, 1924
  - Eumegacetidae Travassos, 1922
  - Exotidendriidae Mehra, 1935
  - Faustulidae Poche, 1926
  - Lecithodendriidae Lühe, 1901
  - Microphallidae Ward, 1901
  - Pachypsolidae Yamaguti, 1958
  - Phaneropsolidae Mehra, 1935
  - Pleurogenidae Looss, 1899
  - Prosthogonimidae Lühe, 1909
  - Renicolidae Dollfus, 1939
  - Stomylotrematidae Poche, 1926
  - Zoogonidae Odhner, 1902
- Plagiorchioidea
  - Alloglossidiidae Hernandez-Mena et al., 2016
  - Auridistomidae Stunkard, 1924
  - Brachycoeliidae Looss, 1899
  - Cephalogonimidae Looss, 1899
  - Choanocotylidae Jue Sue et Platt, 1998
  - Echinoporidae Krasnolobova et Timofeeva, 1965
  - Glypthelminthidae Cheng, 1959
  - Haematoloechidae Freitas et Lent, 1939
  - Leptophallidae Dayal, 1938
  - Macroderoididae McMullen, 1937
  - Meristocotylidae Fischthal et Kuntz, 1964
  - Ocadiatrematidae Fischthal et Kuntz, 1981
  - Orientocreadiidae Yamaguti, 1958
  - Plagiorchiidae Lühe, 1901
  - Styphlotrematidae Baer, 1924
  - Telorchiidae Looss, 1899
- Troglotrematoidea
  - Troglotrematidae (Odhner, 1914) Braun, 1915
  - Paragonimidae Dollfus, 1939